# Zosimo di Gaza
Zosimo di Gaza o di Ascalona (in greco antico: Ζώσιμος?, Zósimos; V secolo) è stato un retore greco antico.

## Biografia
Sofista, Zosimo forse è da riportare «all'ambiente neoplatonico e al tempo stesso di identificarlo con Zosimo di Ascalona o di Gaza del quale parla la Suda», quindi vissuto nella seconda metà del V secolo d.C.

## Opere
Zòsimo di Gaza (o di Ascalona) compilò un dizionario di retorica e scrisse dei commenti a Lisia e Demostene, con una biografia di quest'ultimo.